# Impact Wrestling Homecoming
Impact Wrestling Homecoming es un evento anual de lucha libre profesional Impact Plus organizado por Impact Wrestling. Se estableció en 2019, marcando el regreso de la promoción a su escenario inicial The Asylum, donde la promoción solía realizar sus eventos semanales de pago por evento de 2002 a 2004. Inicialmente se realizó como un evento de pago por visión en 2019, la empresa se reactivará en 2021 como un especial mensual que se emitirá exclusivamente en Impact Plus.

## Resultados

### 2019
Homecoming 2019 tuvo lugar el 6 de enero del 2019 en el The Asylum de Nashville, Tennessee. Este fue el primer evento bajo la cronología de Homecoming y el primer evento en el calendario de pago por evento de Impact Wrestling de 2019.
- Rich Swann derrotó a Trey Miguel, Jake Crist y Ethan Page en un Ultimate X Match y ganó el vacante Campeonato de la División X de Impact.
  - Swann ganó la lucha después de descolgar el título.
- Dark Allie & Su Yung derrotaron a Kiera Hogan & Jordynne Grace.
  - Allie cubrió a Hogan después de un «Codebreaker».
  - Después de la lucha, Rosemary atacó a Yung y a Allie.
- Eddie Edwards derrotó a Moose en un Falls Count Anywhere Match.
  - Edwards cubrió a Moose después de un «DDT».
  - Durante la lucha, Alisha Edwards interfirió a favor de Edwards.
- Sami Callihan derrotó a Willie Mack.
  - Callihan cubrió a Mack después de un «Piledriver».
  - Durante la lucha, Dave Crist interfirió a favor de Callihan.
- Eli Drake derrotó a Abyss en un Monster's Ball Match.
  - Drake cubrió a Abyss después de atacarlo con un remo.
- The Latin American Xchange (Ortiz & Santana) (con Konnan) derrotaron a The Lucha Bros (Pentagón Jr. & Fenix) y retuvieron el Campeonato Mundial en Parejas de Impact.
  - Ortiz cubrió a Fenix después de un «Codebreaker» y un «Superkick».
- Taya Valkyrie derrotó a Tessa Blanchard (con Gail Kim como árbitro especial invitado) y ganó el Campeonato de Knockouts de Impact.
  - Valkyrie cubrió a Blanchard después de un «Road to Valhalla».
  - Durante la lucha, Kim interfirió en contra de Blanchard.
- Johnny Impact derrotó a Brian Cage y retuvo el Campeonato Mundial de Impact.
  - Impact cubrió a Cage con un «Roll-Up»
  - Después de la lucha, Killer Kross atacó a Impact y a Taya Valkyrie.
  - Cage escogió la Opción C por el título.

### 2021
Homecoming 2021 tuvo lugar el 31 de julio de 2021 en el Skyway Studios en Nashville, Tennessee. El evento fue transmitido en exclusiva a través de Impact Plus.
- Primera ronda del Torneo IMPACT Homecoming: King & Queen: Deonna Purrazzo & Matthew Rehwoldt derrotaron a Alisha & Hernández.
  - Rehwoldt cubrió a Hernández después de un «Facelock Facebuster».
- Primera ronda del Torneo IMPACT Homecoming: King & Queen: Chelsea Green & Matt Cardona derrotaron a The Pump Famlily (Jordynne Grace & Petey Williams).
  - Green cubrió a Grace después de un «Unprettier».
  - Después de la lucha, Steve Maclin atacó a Williams.
- Primera ronda del Torneo IMPACT Homecoming: King & Queen: Rachael Ellering & Tommy Dreamer derrrotaron a Missy Hyatt & Brian Myers.
  - Ellering cubrió a Myers después de un «Doomsday Device».
- Primera ronda del Torneo IMPACT Homecoming: King & Queen: Decay (Rosemary & Crazzy Steve) derrotaron a Tasha Steelz & Fallah Bahh.
  - Steve cubrió a Bahh después de un «Diving DDT».
- Deaner (con Joe Doering, Rhino & Eric Young) derrotó a Willie Mack (con Rich Swann).
  - Deaner cubrió a Mack después de un «Implant DDT».
  - Durante la lucha, Violent by Design interfirió a favor de Deaner, mientras que Swann interfirió a favor de Mack.
- Semifinal del Torneo IMPACT Homecoming: King & Queen: Deonna Purrazzo & Matthew Rehwoldt derrotaron a Chelsea Green & Matt Cardona.
  - Rehwoldt cubrió a Cardona después de un «Facelock Facebuster».
- Semifinal del Torneo IMPACT Homecoming: King & Queen: Decay (Rosemary & Crazzy Steve) derrotaron a Rachael Ellering & Tommy Dreamer.
  - Steve cubrió a Dreamer con un «Roll-Up».
- Josh Alexander derrotó a Black Taurus y retuvo el Campeonato de la División X de Impact.
  - Alexander cubrió a Taurus después de un «Butterfly Piledriver».
  - El Campeonato Latinoamericano de AAA de Taurus no estuvo en juego.
- Deonna Purrazzo & Matthew Rehwoldt derrotaron a Decay (Rosemary & Crazzy Steve) y ganaron el Torneo IMPACT Homecoming: King & Queen.
  - Purrazzo cubrió a Rosemarie después de un «Queen's Gambit».
- Eddie Edwards derrotó a W. Morrissey en un Hardcore Match.
  - Edwards cubrió a Morrissey después de un «Boston Knee Party».